# Ipomoea acanthocarpa
Ipomoea acanthocarpa är en vindeväxtart som först beskrevs av Ferdinand von Hochstetter och Jacques Denys Denis Choisy, och fick sitt nu gällande namn av Paul Friedrich August Ascherson och Schweinf. Ipomoea acanthocarpa ingår i släktet praktvindor, och familjen vindeväxter. Inga underarter finns listade i Catalogue of Life.